# Cancionero de Ajuda

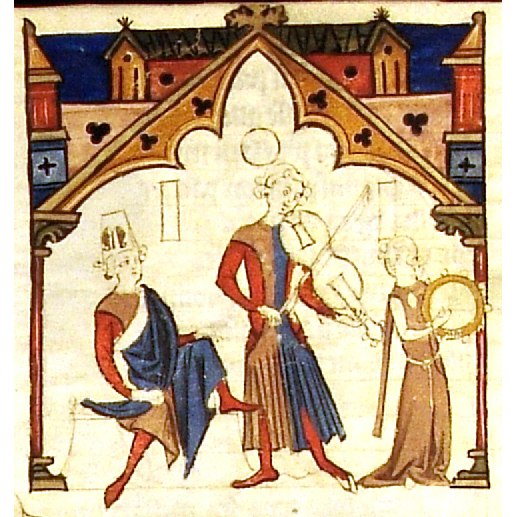
Miniatura del Cancionero de Ajuda

El Cancionero de Ajuda (Cancioneiro da Ajuda) es uno de los cuatro cancioneros conservados de la lírica galaicoportuguesa medieval. Toma su nombre de la localidad portuguesa de Ajuda, cercana a Lisboa. Se conserva en la biblioteca del Palacio Real de Ajuda, donde fue encontrado en la primera década del siglo XIX, junto con una copia del Livro de Linhagens. Es un pergamino manuscrito in folio, escrito por una sola persona con letra gótica y numerosas miniaturas. Quedó incompleto: aparecen los textos poéticos, pero no se acabaron las miniaturas ni se copió la música, que tiene un espacio reservado bajo los versos de la primera estrofa de cada cantiga.
El manuscrito fue copiado a finales del siglo XIII o comienzos del siglo XIV, contiene únicamente cantigas de amor, un tipo de composición lírica de indudables orígenes provenzales. Apenas unas pocas de estas cantigas de amor no están registradas en otros cancioneros. Es el más antiguo de los cuatro cancioneros galaicoportugueses conservados y el más fiable de todos por estar elaborado en la época trovadoresca, Carolina Michaëlis sutúa su elaboración en la corte de Alfonso III o durante los primeros años del reinado de Don Dinís, Giuseppe Tavani sostiene que se realizó en las últimas décadas del siglo XIII en la corte de Alfonso X el Sabio, otros estudiosos como Antonio Resende de Oliveira creen que se copió en un entorno cortesano próximo a Portugal.  
Su estado actual se debe a una restauración realizada en los laboratorios del Archivo Nacional de la Torre do Tombo entre el año 1999 y el 2000. Las primeras ediciones completas datan de 1823 y 1849, aunque la edición clásica es la realizada por Carolina Michaëlis de Vasconcellos en 1904. 